# Gower Conservation Park
Gower Conservation Park är en park i Australien. Den ligger i delstaten South Australia, omkring 350 kilometer sydost om delstatshuvudstaden Adelaide. Gower Conservation Park ligger 54 meter över havet.
Runt Gower Conservation Park är det mycket glesbefolkat, med 3 invånare per kvadratkilometer.. Närmaste större samhälle är Millicent, omkring 20 kilometer nordväst om Gower Conservation Park. 
I omgivningarna runt Gower Conservation Park växer i huvudsak städsegrön lövskog. Genomsnittlig årsnederbörd är 896 millimeter. Den regnigaste månaden är juni, med i genomsnitt 151 mm nederbörd, och den torraste är februari, med 15 mm nederbörd.